# Camp de Les Corts

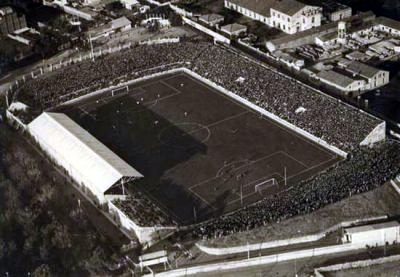
Camp de Les Corts w latach 30. XX wieku

Camp de Les Corts (potocznie zwany Les Corts) – stadion klubowy FC Barcelona, używany do rozgrywania meczów domowych w latach 1922 – 1957.

## Budowa
Budowę nowego stadionu zlecił w 1921 roku ówczesny prezes klubu, Joan Gamper. Prace nad budową stadionu trwały trzy miesiące. Początkowo na stadion mogło przyjść jednocześnie 25 000 kibiców, po pierwszej rozbudowie 30 000, a po ostatniej, a zarazem decydującej rozbudowie w roku 1955 – 60 000 culés.

## Wymiary
Wymiary płyty boiska to 101 × 66 metrów.

## Inauguracja
Pierwszy mecz na stadionie został rozegrany dnia 22 maja 1922 roku. Było to spotkanie między FC Barcelona a St. Mirren F.C., wygranym przez Katalończyków 2:1.

## Les Corts a Camp Nou
Po ostatniej modernizacji w 1955 roku, stadion dalej nie mógł pomieścić wystarczającej ilości ludzi przychodzących na mecze domowe. Nie było też funduszy na dalsze modernizacje. Dlatego też bardziej opłacała się budowa nowego stadionu – Camp Nou, a pomysł na zbudowanie owego stadionu miał Agusti Montal.